# گیت فلزی

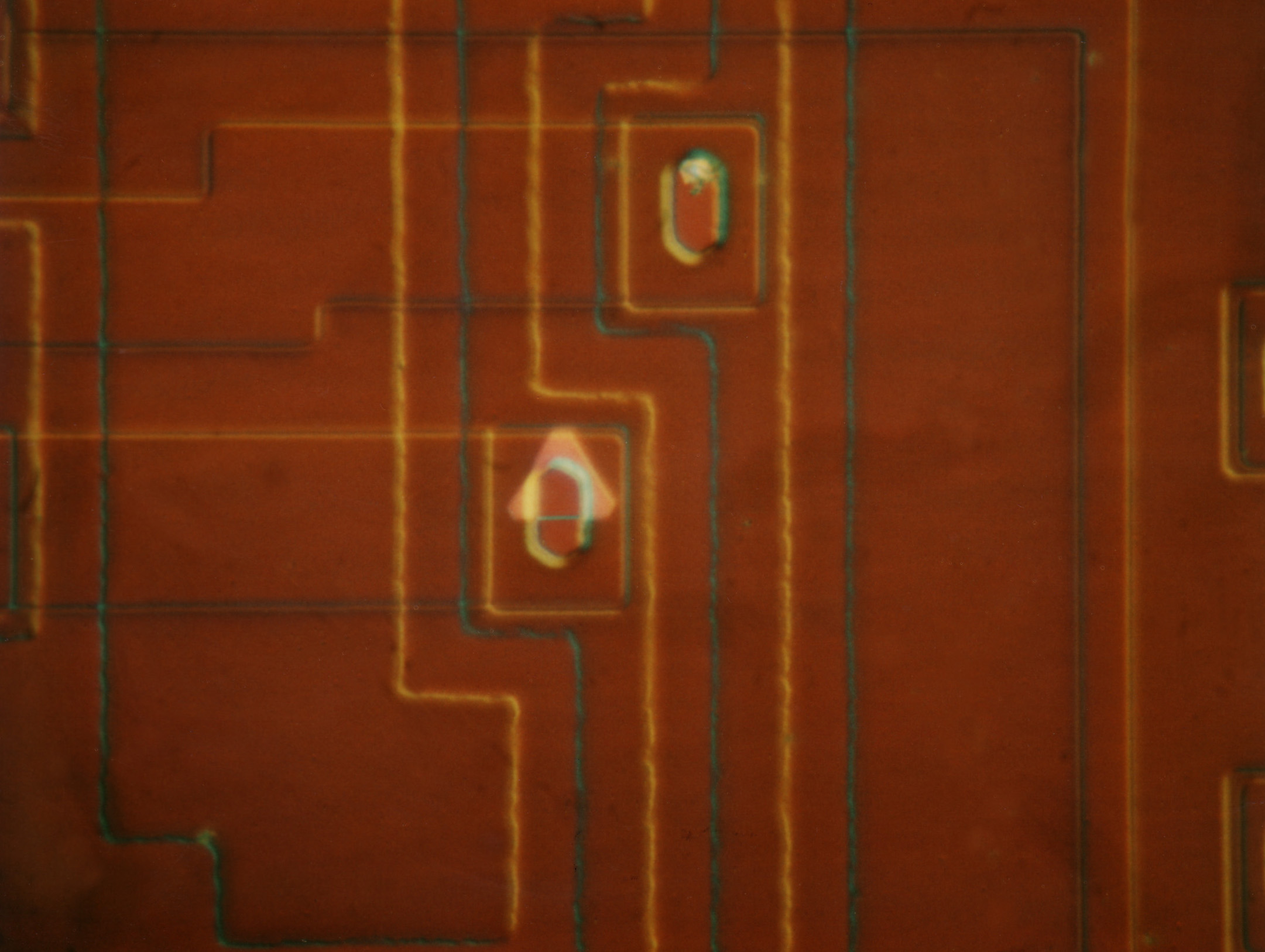
شواهد عینی از آلیاژ آلومینیوم در سیلیکون <۱ ۱ ۱> به دلیل گداخت بیش از حد آلومینیوم است. لایه آلومینیومی مدار مجتمع از طریق زدایش شیمیایی حذف شده تا این جزئیات را نشان دهد.

یک گِیت فلزی، در بافت یک پشته فلز-اکسید-نیم‌رسانای (MOS) افقی، الکترود گیت‌ای است که توسط یک اکسید از کانال ترانزیستور جدا می‌شود - مواد دروازه از یک فلز ساخته شده است. در اکثر ترانزیستورهای ماس از اواسط دهه ۱۹۷۰، موادفلزی برای گِیت با یک ماده گیت غیرفلزی جایگزین شده است.

## آلومینیوم
اولین ماسفت (ترانزیستور اثر میدانی فلز-اکسید-نیم‌رسانا یا ترانزیستور ماس) توسط مهندس مصری محمد عطاالله و مهندس کره‌ای داوون کانگ در آزمایشگاه‌های بل در سال ۱۹۵۹ اختراع شد و در سال ۱۹۶۰ نشان داده شد. آن‌ها از سیلیکون به عنوان مواد کانال و یک گیت آلومینیومی ناخود-هم‌تراز (Al) استفاده می‌کردند.

## پلی‌سیلیکون
در اواخر دهه ۱۹۷۰، این صنعت از فلز (معمولاً آلومینیوم که در یک محفظه خلاء روی سطح ویفر تبخیر شده بود) فاصله گرفته بود، به عنوان مواد گیت در پشته فلز-اکسید-نیم‌رسانا به دلیل موانع ساخت.  از ماده‌ای به نام پلی‌سیلیکون (بلورک سیلیسیم، که با کاهش مقاومت الکتریکی آن با دهنده‌ها یا پذیرنده‌ها آلایش سنگین شده است) برای جایگزینی آلومینیوم استفاده شد.
پلی‌سیلیکون می‌تواند به راحتی از طریق انباشت بخار شیمیایی (CVD) رونشست شود.